# Kontrastprogramm
Kontrastprogramm ist eine 2005 gegründete österreichische Punkrockband. Die Mitglieder stammen aus Wien.

## Geschichte
Die Band wurde im Jahr 2005 gegründet. Der erste Bandname war damals „Molding Zombie“ und die Musik war eine Mischung aus Metal und Punk. Es wurden in dieser Formation zum Teil ältere Lieder von Alex und Andy gespielt. Eines der ersten Lieder war damals Oma hat keinen Strom welches ursprünglich Rom hat keinen Strom hieß. Dieses Lied war ausschlaggebend die Band in „Kontrastprogramm“ umzubenennen. Die Band fügte sich bei „Edelbrand-Records“ ein und nahm nach einiger Zeit ihre erste EP Peptidase auf. Unter anderem waren die Songs Oma hat keinen Strom und Frisch auf den Tisch auf der CD zu finden. Das war aber nicht die erste CD von Kontrastprogramm, zuvor gab es schon eine CD namens Demo(n)stration.
Nach ein paar absolvierten Auftritten im „Unplugged“, „Replugged“ und im „Bach“ wurde 2007  in Eigenregie das Debüt-Album Sensenberg Feelingaufgenommen. Seit 2007 ist die Band bei Komasound Productions und hat dort auch zwei CDs produziert namens Experimentelle Exkremente und Auch Punk muss sein. 2009 erschien noch die DVD Des Wahnsinns fette Beute mit den Musikvideos zu Experimentelle Exkremente. Danach trennte sich die Band von Komasound Productions. Es wurde am neuen Album namens Cigarette gearbeitet und im Herbst/Winter ging die Band in das Concrete Studio, Göllersdorf um den neuen Song Needles für das kommende Album aufzunehmen. Danach folgte die Single, die es nur als MP3-Download gibt. Es folgten einige Konzerte im B72 und im BACH. 2011 folgten wieder Auftritte in verschiedenen Clubs. Im Herbst 2011 erschien das Album Cigarette. Am 5. Februar 2016 wurde die Single "ORF Nachlese" als MP3-Download veröffentlicht. Das Lied ist vom im Jahr 2016 erscheinenden Album Aqualunge. Am 13. April 2016 erschien die zweite Single namens Look Right und am 20. Jänner 2017 folgte die dritte Single EDV Junkie. Die Singles sind nur als MP3-Download auf Amazon, iTunes usw.erschienen.

## Stil
Die Musik von Kontrastprogramm ist eine Mischung aus allen Musikstilen; gesungen werden englische und deutsche Texte.

## Diskografie
- Demo(n)stration (Demo, 2005)
- Peptidase (EP, 2006)
- Sensenberg Feeling (Album, 2007)
- Experimentelle Exkremente (EP, 2008)
- Auch Punk muss sein (Album, 2008)
- Cigarette (Album, 2011)
- Strick-Saw (EP, 2013)
- ORF Nachlese (Single, 2016)
- Look Right (Single, 2016)
- EDV Junkie (Single, 2017)
- Aqualunge (Album, 2018)
- Des Wahnsinns fette Beute (DVD, 2009)